# Paeroa

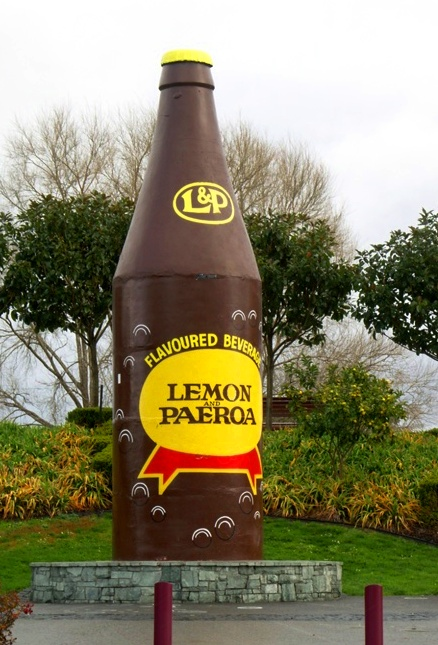
Die 7 m hohe Lemon & Paeroa-Flasche in Paeroa

Paeroa ist eine Kleinstadt im Hauraki District der Region Waikato auf der Nordinsel von Neuseeland.

## Geographie
Die Stadt befindet sich rund 30 km südsüdöstlich von Thames und rund 15 km westlich von Waihi am östlichen Rand der Hauraki Plains. In der Stadt kreuzen sich die beiden New Zealand State Highways 2 und 26. Am südlichen Rand der Stadt vorbei fließt der Ohinemuri River, der knapp 3 km nordwestlich in den Waihou River mündet.

## Geschichte
Das Gebiet des unteren Waihou River war ein begehrtes Siedlungsgebiet der Māori. Die ersten europäischen Siedler kamen mit Joshua Thorp im Jahr 1839. 1840 wurde von den Siedlern in Paeroa ein Flusshafen angelegt. Der Ort war zu der Zeit der flussaufwärts am weitesten gelegene Punkt bis zu dem der Ohinemuri River mit einem Schiff befahren werden konnte. Als in der Gegend des Ohinemuri River 1875 Gold gefunden wurde, entstand auch Paeroa als Stadt. In den 1890er Jahr boomte die Stadt, da neue Techniken wie das Herauslösen von Gold aus den Gesteinen mittels Cyaniden und der Antransport von schweren Maschinen flussaufwärts bis nach Paeroa und von dort zu den Goldfeldern von Karangahake, Waikino und Waihī Arbeit und Einkommen versprachen. 1895 erreichte die Eisenbahn Paeroa. Sie bildete einen Abschnitt der East Coast Main Trunk Railway, die über die Kaimai Range und durch die Karangahake Gorge weiter nach Osten gebaut wurde. In Paeroa zweigte von dieser Hauptstrecke eine Nebenbahn nach Thames ab.
Am 1. April 1915 bekam Paeroa den Status einer Borough verliehen.
Im 20. Jahrhundert, als die Goldfelder für weitere Ausbeutungen unattraktiv wurden, entwickelte sich in der Gegend in und um Paeroa die Landwirtschaft mit einem Schwerpunkt auf Milchproduktion und Verarbeitung. 1901 wurde in Paeroa die ersten Butterfabrik der Region errichtet. Die Milchpulverproduktion folgte und beide Industriezweige bestanden bis in die 1980er Jahre, als die Konzentration auf dem Markt größere zentralisierte Fabriken hervorbrachte, die aber nicht mehr Paeroa als Standort hatten.
Nach Eröffnung des Kaimai-Tunnels 1978 wurde der Abschnitt der East Coast Main Trunk Railway über das Gebirge östlich von Paeroa aufgegeben. Die Bahnstrecke nach Thames wurde zunächst weiter betrieben. Inzwischen sind aber alle Strecken nach Paeroa stillgelegt.

## Bevölkerung
Zum Zensus des Jahres 2013 zählte die Stadt 3888 Einwohner, 2,2 % weniger als zur Volkszählung im Jahr 2006.

## Wirtschaft
Paeroa ist das Dienstleistungszentrum der überwiegend landwirtschaftlich geprägten Region. In ihr wird neben der Milchproduktion Rinder-, Schaf- und Ziegenzucht betrieben. Auch der Weinanbau und der Gartenbau sichern die Einkommen einiger Betriebe ab. In Paeroa selbst finden sich Hersteller von Betonprodukten, einige Schreinereien und Sägewerke, die ihr Holz aus den östlich angrenzenden Wäldern der Coromandel Range und Kaimai Range bekommen. In Paeroa befinden sich auch Verwaltungen des Department of Social Welfare sowie das Justice Department.

## Paeroa Mineralquelle
Paeroa ist für seine Mineralquelle bekannt, die 1905 entdeckt und ab 1910 von der dafür eigens gegründeten Paeroa Natural Mineral Water Company zur Produktion von Mineralwasser genutzt wurde. Nach einem Besitzerwechsel zur Grey and Menzies Limited aus Auckland wurde die Firma 1912 vorerst geschlossen. 1915 von dem gleichen Besitzer wieder eröffnet, wurde 1926 eine neue Fabrikanlage für die tägliche Produktion errichtet, doch Paeroa & Lemon wurde zunächst nur in Auckland produziert, wofür das Wasser in Fässern nach Auckland transportiert werden musste.
Erst 1934 wurde die Produktion des Zitronenerfrischungsgetränk nach Paeroa verlagert. Wann der Name von Paeroa & Lemon nach Lemon & Paeroa geändert wurde, ist nicht belegt, doch noch 1947 wurden in Anzeigen beide Versionen verwendet. Nach mehreren weiteren Besitzerwechsel und Fusionen auf dem Getränkemarkt übernahm Ende der 1970er Jahre die Firma Oasis Industries die Quellen, schlossen im Juli 1980 die Fabrik in Paeroa und übernahmen die gesamte Produktion nach Auckland. Heute ist die Quelle und die Produktion von Lemon & Paeroa in der Hand der neuseeländischen Coca-Cola Tochter Coca-Cola Amatil.
In Erinnerung an die Zeit der Produktion von Lemon & Paeroa in Paeroa wurde Weihnachten 1967 eine sieben Meter hohe und 1,3 Meter im Durchmesser große Lemon & Paeroa Flasche aus Beton gut sichtbar an einer Straßengabelung in der Stadt aufgestellt. Doch aufgrund erzeugter Verkehrsprobleme wurde das Denkmal im Frühjahr 1969 wieder entfernt und nahe seinem heutigen Standort wieder aufgestellt. Im Jahr 2002 wurde das Werk noch einmal um 20 Meter verschoben.

## Sehenswürdigkeiten
Paeroa verfügt über den Paeroa Historical Maritime Park, in dem man Eindrücke aus der einstigen Blütezeit der Stadt bekommen kann. Hauptattraktion ist hier der Raddampfer „Kopu“ aus dem Jahr 1897, der einst zwischen Paeroa und Auckland verkehrte. Ein weiteres Museum ist das Paeroa & District Historical Society Museum, in dem man sich über die Geschichte der Māori und der Siedlungsgeschichte der europäischen Einwanderer informieren kann.

## Veranstaltungen
Im Februar eines jeden Jahres wird in Paeroa das Motorradrennen Battle of the Streets und das Pipe Band Tattoo veranstaltet.

## Sport
Paeroa besitzt eine Pferderennbahn, einen 18-Loch-Golfplatz und eine Schwimmbad. Neben Wandern in der Umgebung, ist Kajakfahren, Klettern und Angeln möglich.